# 安尼斯 (堪薩斯州)
安尼斯（英語：Anness）是位於美國堪薩斯州塞奇威克縣的一個非建制地區。

## 地理
安尼斯所處的海拔為高於海平面422米（即1384英呎），而該地所採用的時區為UTC-6，即北美中部時區（CST）。同時該地設有夏令時間，為UTC-6調快一小時，即UTC-5（CDT）。